# 347 av. J.-C.
Cette page concerne l'année 347 av. J.-C. du calendrier julien proleptique.

## Événements
- Printemps, troisième guerre sacrée : les Thébains demandent l’aide de Philippe II de Macédoine contre les Phocidiens. Philippe envoie quelques troupes. Les chefs Phocidiens modérés qui ont renversé le stratège Phalaicos (fils d’Onomarchos) font appel à Athènes et à Sparte pour assurer la garde des Thermopyles. Un contingent athénien est envoyé sous la direction du stratège Proxénos[1].

- 9 juillet (28 juin du calendrier romain) : début à Rome du consulat de C. Plautius Vennox (ou Venno) Hypsaeo et T. Manlius Imperiosus Torquatus I. Réduction de l'intérêt de l'argent à un demi pour cent, et délai de trois ans accordé aux débiteurs pour se libérer en quatre paiements égaux[2].
- Juillet : Phalaicos reprend le pouvoir en Phocide[3].
- Hiver 347/346 av. J.-C. : les Grecs sont convoqués à une conférence panhellénique à Athènes pour conclure en commun la paix. Le projet échoue[4].

- Le philosophe Hermias, qui s’est emparé du pouvoir à Atarnée, en Troade, y fait venir Aristote et entre en contact avec Philippe II de Macédoine[5].

## Décès en 347 av. J.-C.
- Archytas de Tarente